# حسين الحاج حسن
حسين الحاج حسن (1960  -)، سياسي لبناني.

## عن حياته
- تلقى علومه الابتدائية والتكميلية في مدرسة Mont-Liban في المريجة وLycee culturel في عين الرمانة[1][2]، والثانوية في ثانوية بعلبك وثانوية الغبيري في بيروت.[1] وفي عام 1981 حصل على إجازة في الكيمياء من كلية العلوم في الجامعة اللبنانية[1][2]، وتابع بعد ذلك دراسته في فرنسا وحصل عام 1987 على شهادة الدكتوراه في الفيزياء والكيمياء من جامعة أورليان.[1][2]
- عمل كأستاذ متفرغ في الجامعة اللبنانية[2]، حيث قام بتدريس مادة الكيمياء في كلية العلوم[1]، كما تطوع للتدريس في كلية الطب وطب الأسنان والصيدلة في الجامعة نفسها.[1][2]
- انتخب بعام 1996 نائبًا في مجلس النواب اللبناني عن أحد المقاعد الشيعية في دائرة محافظة البقاع[1][2]، وأعيد انتخابه نائبًا عن دائرة قضائي بعلبك / الهرمل في أعوام 2000 و2005 و2009.[1][2] وفي العام 2018 وفي العام 2022. [3]
- له مؤلفات علمية في مجالي الفيزياء والكيمياء.[2]
- في 9 نوفمبر 2009 عين وزيرًا للزراعة في حكومة الرئيس سعد الدين الحريري في عهد الرئيس ميشال سليمان.[1] وفي 13 يونيو 2011 أعيد تعيينه بنفس المنصب وذلك في حكومة الرئيس نجيب ميقاتي بعهد الرئيس ميشال سليمان.[1]

## حياته الأسرية
متزوج من حياة سلهب، ولديهما من الأبناء:
- محمد.
- فاطمة.
- نرجس.
- بتول.